# Euselasia euhemerus
Euselasia euhemerus is een vlindersoort uit de familie van de prachtvlinders (Riodinidae), onderfamilie Euselasiinae.
Euselasia euhemerus werd in 1856 beschreven door Hewitson.